# Manoir de Kérat
Le manoir de Kerat (ou manoir de Kerrat) est un édifice situé à Arradon, dans le Morbihan, en région Bretagne.

## Localisation
Le manoir est situé au nord de la pointe d'Arradon, au lieu-dit Kerat, au sein d'une propriété en bordure du golfe du Morbihan, à environ 1 km à vol d'oiseau au sud de l'église Saint-Pierre d'Arradon.

## Description
Le domaine du manoir de Kerat (dont l’accès est contrôlé par une maison de gardien appelée maison du Pêcheur) est organisé comme un ensemble de trois bâtiments en « U » encadrant une cour centrale, le bâtiment des écuries faisant face au manoir et étant relié à ce dernier en perpendiculaire par la longère, ancienne étable du domaine, qui fait face à la mer.
Une description du manoir de Kerat rédigée par les architectes des bâtiments de France Mme C. Toscer et M. J.-J. Rioult dans un livre de référence Le manoir en Bretagne 1380-1600.
Le manoir de Kerat est une demeure défensive, construite en granite, sur une longueur de 28 mètres. Il possède cent trous de boulins en haut des façades nord-est et sud-ouest servant de pigeonnier, ce qui indiquait qu'il s’agissait d’une seigneurie dont la superficie des terres cultivables (à raison d’environ deux trous de boulins par hectare suivant les règles de l’époque établies entre les seigneurs) avoisinait les 100 ha. C'était une des plus grandes seigneuries du Vannetais.
L’intérieur du manoir est composé au rez-de-chaussée d'une salle de plus de 50 m2 anciennement sous toute hauteur sous ferme, à laquelle on accède par une porte moulurée, encadrée d’une part par la cuisine et d'autre part par le cellier d’où partent des escaliers à vis symétriques débouchant chacun à l'étage sur une chambre.
Les cheminées intérieures sont de belles tailles, sobres et totalement intégrées. En extérieur, elles sont rondes et sculptées.

## Historique
Un premier édifice est bâti à cet emplacement au Xe siècle. Sur les soubassements de cet édifice, le Seigneur Redoret érigera à la fin du XIVe siècle une demeure défensive : le manoir de Kerat (ou Kergat/Kerhat à l'époque).
Situé au bord du golfe du Morbihan, le manoir contrôlait la pointe d'Arradon et l'accès à l'île aux Moines.
Le manoir passe à la famille d'Arradon en 1480 à la suite du mariage de Perrine Redoret, dame de Kergat, avec Jean d'Arradon, seigneur de Kerran ; les deux seigneuries sont alors réunies à Kerran et le manoir de Kerat devint alors une métairie et resta une ferme jusqu'en 1975, date à laquelle commença sa première restauration. Durant une large partie des XIXe et XXe siècles, il est la propriété de la famille Le Drévo, famille de cultivateurs d'Arradon.[réf. nécessaire]
Le bâtiment appartient à M. et Mme Frédéric Baschet depuis 2004.
Les façades et toitures sont inscrites au titre des monuments historiques par arrêté du 20 août 1974 du secrétariat d’État à la Culture.